# Otto Dehns
Otto Dehns (* 13. November 1876 in Woserin, Großherzogtum Mecklenburg-Schwerin; † 2. Februar 1943 in Rostock) war ein deutscher Ministerialbeamter.

## Leben
Dehns besuchte die Domschule Güstrow. Nach dem Abitur begann er an der Universität Jena Rechtswissenschaft zu studieren. 1896 wurde er im Corps Guestphalia Jena recipiert. Er wechselte an die Friedrich-Wilhelms-Universität zu Berlin und die heimatliche Universität Rostock. Zu Beginn des fünfjährigen Vorbereitungsdienstes diente er 1899/1900 als Einjährig-Freiwilliger im Großherzoglich Mecklenburgischen Füsilier-Regiment „Kaiser Wilhelm“ Nr. 90 in Rostock. 1904 trat er in die innere Verwaltung des Großherzogtums. Er war Amtsassessor im Mecklenburgischen Justizministerium und bei den Ämtern Warin, Gadebusch, Lübz und zuletzt in Hagenow, wo er 1907–1911 Amtsverwalter war. In den folgenden Jahrzehnten war er Ministerialbeamter im Justiz- und im Staatsministerium. Er nahm am Ersten Weltkrieg teil und war zuletzt Leutnant. Er erhielt das Ehrenkreuz des Weltkrieges. Im Staatsministerium wurde er 1929 Referatsleiter Universität und Hochschulen. 1934 trat er der SA bei. Im (vereinigten) Land Mecklenburg war er ab 1934 Dezernatsleiter für Hochschulangelegenheiten und stellvertretender Minister für Unterricht, Kunst und geistliche und Medizinalangelegenheiten. Zugleich war er 1934–1943 kommissarischer Regierungsbevollmächtigter und ab 1938 Kurator der Universität Rostock. Ab 1939 war er im Staatsministerium Sachbearbeiter für Haushaltsangelegenheiten der Zentralverwaltung und der Abteilungen Unterricht und Medizinalangelegenheiten. Dehns beantragte am 19. Dezember 1939 die Aufnahme in die NSDAP und wurde zum 1. April 1940 aufgenommen (Mitgliedsnummer 7.571.474).
Im Mecklenburgischen Staatsministerium leitete er ab 1941 das Dezernat VII (Universität) der Abteilung Wissenschaft, Erziehung und Volksbildung.